# Trichomasthus albimanus
Trichomasthus albimanus är en stekelart som beskrevs av Thomson 1876. Trichomasthus albimanus ingår i släktet Trichomasthus och familjen sköldlussteklar. Arten är reproducerande i Sverige. Inga underarter finns listade i Catalogue of Life.